# Soufiane Alloudi
Soufiane Alloudi (en arabe : سفيان العلودي) est un footballeur international marocain, né le 1er juillet 1983 à El Gara, au Maroc. Il joue au poste d'attaquant.

## Biographie

### En club
Après avoir longtemps usé ses souliers dans les quartiers de sa paisible localité d'El Gara, Soufiane Alloudi signe sa première licence  en 1994, à la Renaissance El Gara. En 2001-2002, il évolue à la CSM Bus, une équipe coopérative de la ville de Casablanca. Là, il est repéré par le Raja Club Athletic. Le club casablancais le signe en 2002. Alloudi y évolue jusqu'en 2007. Entre-temps, il remporte un titre de champion du Maroc, en 2004, une coupe nationale, en 2005, une Ligue des champions arabes, en 2006, ainsi qu'une Coupe de la CAF, en 2003. En 2006, il est même sacré meilleur joueur rajaoui de la saison. Une année plus tard, en 2007, année de son départ aux Émirats arabes unis, il est élu meilleur sportif marocain.

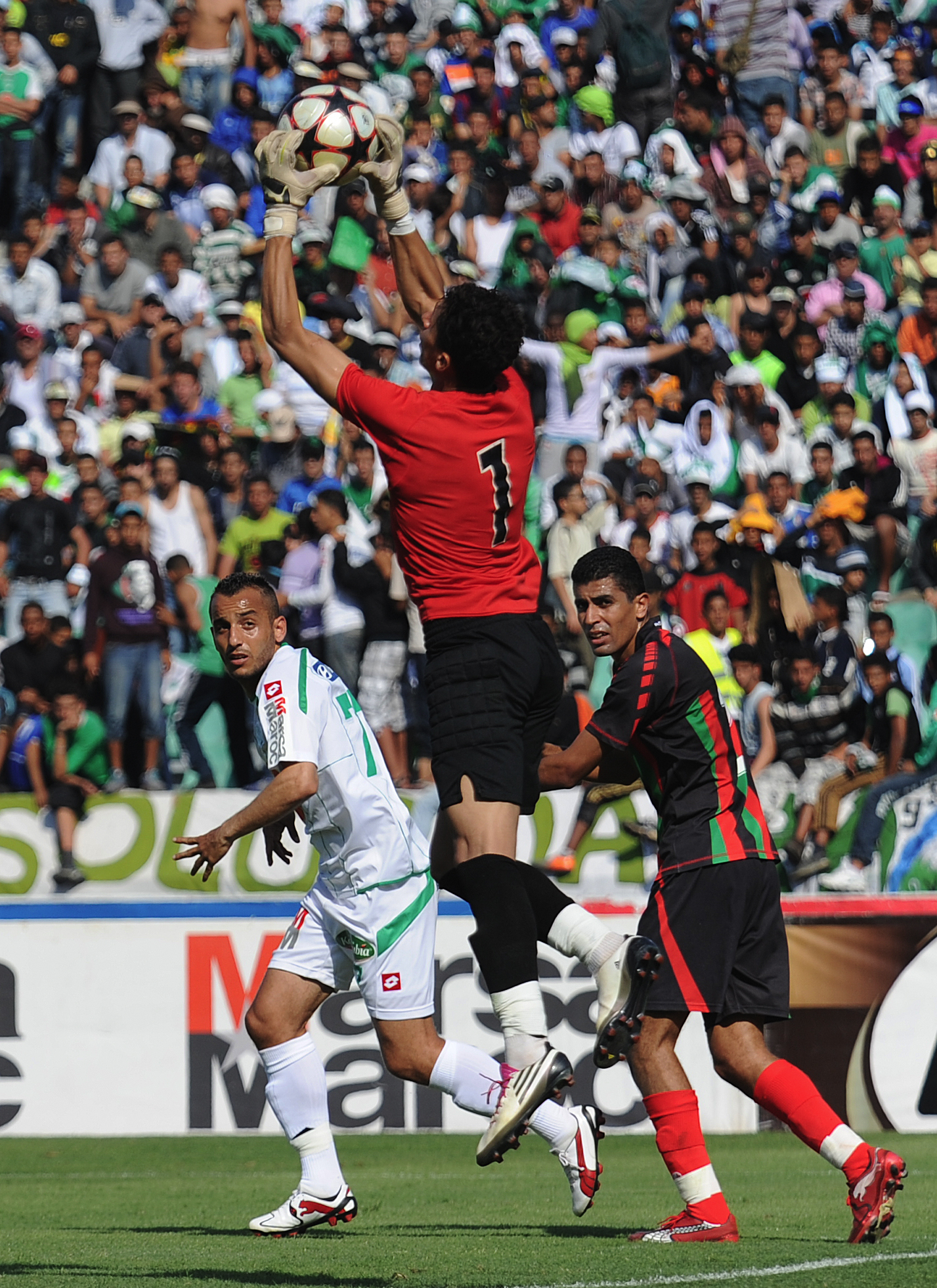

Aux Émirats, Alloudi évolue pendant deux saisons à Al-Ain Club. En 2009, il rentre au bercail: il est prêté au Raja. Il n'y reste, cependant, que pendant quelques mois. Car en février 2010, il est prêté au club émirati Al Wasl. En décembre de la même année, il reprend le chemin de Casablanca. De nouveau, il joue pour les Verts, pendant un peu plus d'une année. Il y remporte son deuxième championnat marocain, en 2011. Puis, en janvier 2012, il est prêté aux FAR de Rabat.

### En sélection
Soufiane Alloudi se distingue lors du premier match de la Coupe d’Afrique des nations de football de 2008 en marquant un triplé face à la Namibie. Blessé en seconde mi-temps, il est indisponible pour le reste des matchs de la compétition.L'équipe du Maroc perdra ses deux matchs suivants et sera éliminée au premier tour de la compétition. Cette blessure va, quelque peu, mettre un terme à sa carrière internationale, et même en club.
| Caps | Date       | Match               | Lieu       | Score | Compétition      | But |
| 1    | 23/05/2006 | USA – Maroc         | Nashville  | 0 - 1 | Amical           | --  |
| 2    | 04/06/2006 | Colombie - Maroc    | Barcelone  | 2 - 0 | Amical           | --  |
| 3    | 16/08/2006 | Maroc – Burkina     | Rabat      | 1 - 0 | Amical           | --  |
| 4    | 02/06/2007 | Maroc – Zimbabwe    | Casablanca | 2 - 0 | Elim. CAN 2008   | --  |
| 5    | 16/06/2007 | Malawi - Maroc      | Blantyre   | 0 - 1 | Elim. CAN 2008   | --  |
| 6    | 08/09/2007 | Ghana - Maroc       | Rouen      | 2 - 0 | Amical           | --  |
| 7    | 17/10/2007 | Maroc - Namibie     | Rabat      | 2 - 0 | Amical           | 1   |
| 8    | 16/11/2007 | France - Maroc      | St-Denis   | 2 - 2 | Amical           | --  |
| 9    | 21/11/2007 | Sénégal - Maroc     | Créteil    | 0 - 3 | Amical           | 1   |
| 10   | 12/01/2008 | Maroc - Zambie      | Fès        | 2 - 0 | Amical           | 1   |
| 11   | 16/01/2008 | Maroc - Angola      | Rabat      | 2 - 1 | Amical           | --  |
| 12   | 21/01/2008 | Maroc - Namibie     | Accra      | 5 - 1 | CAN 2008         | 3   |
| 13   | 26/03/2008 | Belgique - Maroc    | Bruxelles  | 1 - 4 | Amical           | 1   |
| 14   | 31/05/2008 | Maroc - Ethiopie    | Casablanca | 3 - 0 | Elim.CAN/CM 2010 | --  |
| 15   | 07/06/2008 | Mauritanie - Maroc  | Nouakchott | 1 - 4 | Elim.CAN/CM 2010 | --  |
| 16   | 14/06/2008 | Rwanda - Maroc      | Kigali     | 3 - 1 | Elim.CAN/CM 2010 | --  |
| 17   | 11/08/2010 | Maroc – Guinée Equ. | Rabat      | 2 - 1 | Amical           | --  |
| ---- | ---------- | ------------------- | ---------- | ----- | ---------------- | --- |

## Carrière
Soufiane Alloudi évolue dans les clubs suivants :
- 1999-2001 :  Renaissance El Gara
- 2001-2002 :  CSM Bus Casablanca
- 2002-2007 :  Raja de Casablanca
- 2007-fév. 2010 :  Al Ain Club
  - 2009-fév. 2010 :  Raja de Casablanca (prêt)
- fév. 2010-déc. 2010 :  Al Wasl Dubaï
- depuis déc. 2010 :  Raja de Casablanca
  - janv 2012-2012 :  FAR de Rabat (prêt)
- 2012-2013 :  FAR de Rabat
- 2013-2015 :  Kawkab de Marrakech
- 2015- :  Renaissance de Berkane

## Palmarès
Avec le Raja de Casablanca : 
- Vainqueur de la Coupe de la CAF : 2003
- Champion du Maroc : 2004; 2011
- Vainqueur de la Coupe du Trône : 2005
- Vice-Champion du Maroc : 2005
- Vainqueur de la Ligue des Champions arabes : 2006

Avec Al Ayn Club : 
- Vainqueur de la Coupe des Émirats :  2009

Avec les FAR de Rabat : 
- Vice-Champion du Maroc : 2013

## Distinctions personnelles
- 2005 - 2006 : Désigné meilleur joueur du Raja de Casablanca par les supporters.
- 2006 : Meilleur buteur de la Ligue des Champions arabes
- 2007 : Désigné sportif de l'année au Maroc.